# Braunfelsia longipes
Braunfelsia longipes là một loài rêu trong họ Dicranaceae. Loài này được Dixon mô tả khoa học đầu tiên năm 1924.